# Stern (часопис)
Stern («зірка») — ілюстрований журнал у Німеччині. Заснований 1948 року.

## Короткий опис
У 1983 році журнал опинився в центрі міжнародного скандалу, пов'язаного з публікацією нібито виявлених щоденників Адольфа Гітлера.
Основним конкурентом журналу на німецькому ринку є тижневик Der Spiegel.
Stern заснував німецький видавець і публіцист Генрі Наненн. Він обіймав посаду головного редактора протягом 35 років. У липні 1948 року Наннен заволодів ліцензією на видання молодіжного журналу Zick-Zack (зигзаг, злам) та отримав згоду британської окупаційної влади на його перейменування. 1 серпня 1948 року в Гамбурзі, у новому видавництві Stern-Verlag Henri Nannen, побачив світ перший номер Stern.
За даними MEEDIA, онлайн-медіаслужби видавничої групи Handelsblatt, "типовий читач Stern — це чоловік 40-49 років із середньою освітою, службовець чи держслужбовець, який заробляє понад 3 тисяч євро". Читацьку аудиторію журналу, на відміну від Spiegel і Focus, становлять жінки та літні люди. Крім того, читачі Stern гірше освічені і менше заробляють. 